# Lijst van nummer 1-hits in de Kink 40 in 2007
Deze hits stonden in 2007 op nummer 1 in de Kink 40:
| Datum        | Artiest                              | Titel                              |
| ------------ | ------------------------------------ | ---------------------------------- |
| 5 januari    | The Killers                          | Bones                              |
| 12 januari   | The Killers                          | Bones                              |
| 19 januari   | Coparck                              | A Good Year for the Robots         |
| 26 januari   | Coparck                              | A Good Year for the Robots         |
| 2 februari   | Klaxons                              | Golden Skans                       |
| 9 februari   | Kaiser Chiefs                        | Ruby                               |
| 16 februari  | Kaiser Chiefs                        | Ruby                               |
| 23 februari  | Kaiser Chiefs                        | Ruby                               |
| 2 maart      | Within Temptation feat. Keith Caputo | What Have You Done                 |
| 9 maart      | Within Temptation feat. Keith Caputo | What Have You Done                 |
| 16 maart     | Just Jack                            | Starz in their eyes                |
| 23 maart     | Within Temptation feat. Keith Caputo | What Have You Done                 |
| 30 maart     | Within Temptation feat. Keith Caputo | What Have You Done                 |
| 6 april      | Arcade Fire                          | Keep The Car Running               |
| 13 april     | Bloc Party                           | I Still Remember                   |
| 20 april     | Bloc Party                           | I Still Remember                   |
| 27 april     | Arctic Monkeys                       | Brianstorm                         |
| 4 mei        | Tim Armstrong                        | Into Action                        |
| 11 mei       | Tim Armstrong                        | Into Action                        |
| 18 mei       | Linkin Park                          | What I've Done                     |
| 25 mei       | Linkin Park                          | What I've Done                     |
| 1 juni       | Linkin Park                          | What I've Done                     |
| 8 juni       | Manic Street Preachers               | Your Love Alone Is Not Enough      |
| 15 juni      | Interpol                             | The Heinrich Maneuver              |
| 22 juni      | Interpol                             | The Heinrich Maneuver              |
| 29 juni      | Johan                                | Coming In From the Cold            |
| 6 juli       | Johan                                | Coming In From the Cold            |
| 13 juli      | Editors                              | Smokers Outside The Hospital Doors |
| 20 juli      | The Gossip                           | Standing In The Way Of Control     |
| 27 juli      | The Gossip                           | Standing In The Way Of Control     |
| 3 augustus   | The Gossip                           | Standing In The Way Of Control     |
| 10 augustus  | The Gossip                           | Standing In The Way Of Control     |
| 17 augustus  | Manic Street Preachers               | Autumnsong                         |
| 24 augustus  | Manic Street Preachers               | Autumnsong                         |
| 31 augustus  | Foo Fighters                         | The Pretender                      |
| 7 september  | Foo Fighters                         | The Pretender                      |
| 14 september | Ponoka                               | Help Is On The Way                 |
| 21 september | Foo Fighters                         | The Pretender                      |
| 28 september | Foo Fighters                         | The Pretender                      |
| 5 oktober    | Editors                              | An End Has A Start                 |
| 12 oktober   | Hard-Fi                              | Suburban Knights                   |
| 19 oktober   | Underworld                           | Crocodile                          |
| 26 oktober   | Underworld                           | Crocodile                          |
| 2 november   | Underworld                           | Crocodile                          |
| 9 november   | Underworld                           | Crocodile                          |
| 16 november  | Editors                              | The Racing Rats                    |
| 23 november  | Editors                              | The Racing Rats                    |
| 30 november  | Editors                              | The Racing Rats                    |
| 7 december   | Editors                              | The Racing Rats                    |
| 14 december  | Editors                              | The Racing Rats                    |
| 21 december  | Editors                              | The Racing Rats                    |

- Nederland (Top 40)
- Nederland (Single Top 100)
- Nederland (3FM Mega Top 50)
- Nederland (Kink 40)
- Nederland (DVD Top 30)
- Vlaanderen (Radio 2 Top 30)
- Vlaanderen (Ultratop 50)
- Vlaanderen (Top 30 van Ultratop)
- Vlaanderen (De Afrekening)
- Wallonië
- Australië
- Canada
- Denemarken
- Duitsland
- Frankrijk
- Ierland
- Italië
- Nieuw-Zeeland
- Noorwegen
- Oostenrijk
- Spanje
- Verenigd Koninkrijk
- Verenigde Staten (Hot 100)
- Zweden
- Zwitserland